# Victor Ekerot
Victor Arvidsson Ekerot (i riksdagen kallad Ekerot i Kristianstad), född 22 mars 1874 i Söderåkra församling, Kalmar län, död 19 september 1938 i Stockholm (Gustav Vasa), var en svensk agronom och politiker.
Ekerot var jordbrukskonsulent i Kristianstads län 1903–1906, sekreterare och skattmästare i länets hushållningssällskap 1906–1930. Han var 1930–1938 överdirektör och chef för Statens egnahemsstyrelse och egnahemsinspektör.
Ekerot var ledamot av andra kammaren 1912–1915 för högern, och under sin tid där ledamot av Jordbrukskreditkommittén 1913. Han publicerade i jordbruksfrågor en mängd skrifter och var redaktör för flera  tidningar och tidskrifter.